# Alexandru Borza (medic)
Alexandru Borza (n. 1867, Cricău, Alba Iulia - d.  1935, Alba Iulia) a fost medic, delegat la Marea Adunare Națională de la Alba Iulia.

## Biografie și familie
Alexandru Borza s-a născut în anul 1867 în comuna Cricău. Tatăl său a fost mic funcționar, iar mama lui era casnică. S-a căsătorit cu Sabina, descendentă din familia de cărturari abrudeni David. Ea a fost cea care a reprezentat „Reuniunea Femeilor Române” din Abrud la adunarea de la Alba Iulia.
Alexandru Borza a avut doi fii: Zeno, care i-a urmat cariera, devenind un stralucit chirurg și preluând conducerea spitalului din Abrud și Lucian, care a fost inginer miner.

## Studii
A făcut liceul la Sibiu, apoi a urmat Facultatea de medicină de la Viena. Pentru a se dezvolta profesional, doctorul Alexandru Borza a făcut cursuri de perfecționare la Paris unde a obținut calificativul de „eminent”.

## Viața și activitatea
De tânăr și-a arătat interesul pentru luptele culturale și politice ale neamului său. În 1 decembrie 1918 a intrat în gărzile naționale române și în consiliul național român din Abrud. El a fost cel care a condus abrudenii spre Marea Adunare Națională care a avut loc la Alba Iulia. După declararea unirii, Consiliul Dirigent a hotărât înființarea unui spital, la Abrud, fiind numit ca director Alexandru Borza. Spitalul s-a deschis pe data de 14 septembrie 1919 și a fost numit „Spitalul Moților”. Acesta a fost primul spital înființat după unirea Transilvaniei cu România.
Alexandru era și cel care conducea secția chirurgicală. De notat este faptul că, el nu a fost de la început specialist pe această ramură.
Paralel însă cu profesia lui de medic, Alexandru Borza era preocupat de culturalizare, astfel a făcut parte din societățile și instituțiile culturale din Abrud: „ASTRA”, Casina, Societatea pentru fond de teatru român, Reuniunea Femeilor Române, Reuniunea Meseriașilor din Abrud
Se stinge din viață în anul 1935, fiind înmormântat în cimitirul din Abrud.